# Dulzaina

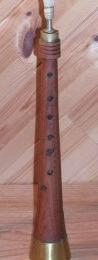
Aragonesische Dulzaina

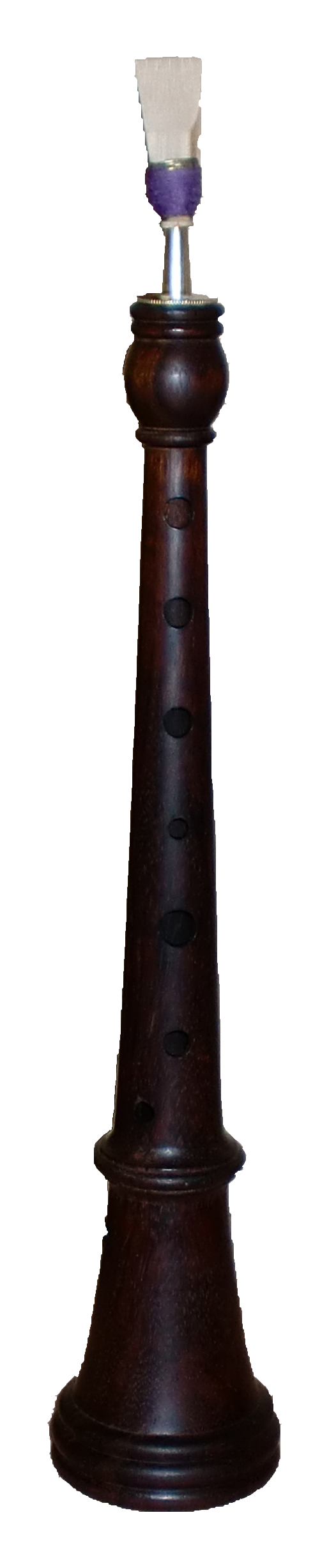
Dolçaina (Valencianische Gemeinschaft, Spanien)

Die Dulzaina (spanisch [dulˈθajna]) oder Dolçaina (Valencianisch-Katalanisch [doɫˈsajna]) ist ein traditionelles spanisches Holzblasinstrument aus der Familie der Oboen. 
Seine Ursprünge lassen sich bis in das 3. Jahrtausend vor Christus nach Mesopotamien zurückverfolgen.
Sie wurde bei der Eroberung Andalusiens von den Arabern nach Spanien gebracht. Seitdem hat sie die spanische Volksmusik in vielen Regionen mitgeprägt. 
Die erste spanische Erwähnung der Dulzaina kommt aus dem 13. Jahrhundert. Unter anderem wurde sie auch in Don Quijote erwähnt. 
In der Region Valencia wird sie auch dolçaina oder xirimita genannt. In Katalonien wird sie auch dolcaina genannt, die gralla ist eine spezielle katalanische Art der Dulzaina. In anderen Regionen heißt sie gaita oder pita.

## Gruppen
- Obrint Pas
- Sva-ters
- La gossa sorda